# سدریک لیدل
سدریک لیدل (انگلیسی: Cedric Liddell; ۱۱ ژوئن ۱۹۱۳ – ۴ ژوئن ۱۹۸۱) قایقران روئینگ اهل کانادا بود.